# Rebun (comune)
Rebun (礼文町?) è una cittadina giapponese della prefettura di Hokkaidō. Il territorio del comune coincide con quello dell'isola omonima.